# Wapenwet (België)
De Wapenwet, voluit Wet van 8 juni 2006 houdende regeling van economische en individuele activiteiten met wapens is een Belgische wet die het wapenbezit door burgers regelt. De wet beoogde ook een betere omzetting van Europese Richtlijn 91/477/EEG inzake de controle op de verwerving en het voorhanden hebben van wapens.

## Totstandkoming
Na de dubbele moord door Hans Van Themsche met een eenvoudig aangekocht jachtwapen in 2006 bleek er politieke overeenstemming te bestaan om de wapenwetgeving te verstrengen. Volgens schattingen van de overheid waren er ongeveer 2 miljoen wapens op een bevolking van iets meer dan 11 miljoen inwoners. De nieuwe wapenwet werd op sneltreintempo besproken en op 8 juni 2006 goedgekeurd door alle partijen. De invoering van de nieuwe wapenwet kende echter verschillende problemen. Tegenstanders van deze nieuwe wapenwet argumenteerden dat de nieuwe wet te snel en met te weinig parlementair debat was aangenomen. 
Nog vóór de volledige inwerkingtreding stelden verschillende partijen (CdH, MR, CD&V, VB) reeds aanpassingen voor in de Kamercommissie Justitie. Deze voorstellen werden verworpen, voornamelijk na interventies door sp.a/Spirit. In maart 2007 kwam een parlementaire werkgroep onder leiding van S. Goris (VLD) tot een akkoord over een aanpassing van de wapenwet. Dit voorstel kreeg echter geen steun van minister van Justitie Laurette Onkelinx (PS) en raakte niet goedgekeurd vóór de verkiezingen van 2007. Pas in de volgende legislatuur werd de Wapenwet bijgestuurd. Onder meer het vervallen van de vergunning na maximum vijf jaar werd vervangen door een vergunning voor onbepaalde duur met een vijfjaarlijkse controle.
In de overgangsperiode waren veel wapenbezitters afwachtend: midden mei 2007 waren er minder dan 10% van de geschatte 2 miljoen vuurwapens voor vergunning aangeboden. Tegenstanders van de nieuwe wet beweerden dat de nieuwe wapenwet zou leiden tot meer illegale wapens, meer vuurwapencriminaliteit en meer zelfmoorden. De Nationale Unie der Wapenmakers, Sportschutters en Jagers (UNACT) en anderen startten bij het Arbitragehof een procedure om delen van de nieuwe wapenwet nietig te laten verklaren. Hun eisen werd voor een klein deel toegewezen en twee wetsbepalingen werden vernietigd.

## Oude Wapenwet
Tot juni 2006 was de wapenwet van 1933 van kracht. Volgens deze wet konden bepaalde soorten vuurwapens vrij worden aangekocht, voor andere vuurwapens diende een vergunning aangevraagd te worden:
- Sport- en jachtwapens konden vrij verkocht worden, maar de aankoop moest worden geregistreerd (via een document model 9) bij de lokale politie. Dit waren de registratieplichtige wapens.
- Voor verweer- en oorlogswapens moest voor aankoop een vergunning (model 4) worden aangevraagd bij de lokale politie (voor verweerwapens) of bij de gouverneur (voor oorlogswapens). Dit waren de vergunningsplichtige wapens.

De overheid schatte in 2006 het aantal wapens in België op 2 miljoen, waarvan 870.000 "legale wapens" ingeschreven in het Centrale Wapenregister (CWR), en 1.130.000 "illegale wapens" niet ingeschreven in het CWR (behoudens een beperkt aantal sport- en jachtwapens aangekocht voor 1990 die nooit registratieplichtig zijn geweest tot de wet van juni 2007).
Er was in de wetgeving tot 2006 vrije verkoop zonder wachtperiode of voorafgaande controle. 

## Voorwaarden en toepassing
De nieuwe Wapenwet is gebaseerd op de volgende principes:
- Geen vrije verkoop meer van “registratieplichtige” wapens, alle wapens zijn “vergunningsplichtig”.
- Enkel erkende jagers en erkende sportschutters kunnen nog vergunningsplichtige wapens kopen of bezitten.
- Onbeperkte geldigheid van wapenvergunningen, met een vijfjaarlijkse controle of de voorwaarden nog vervuld zijn.

Het verlenen van het statuut van sportschutter is een gemeenschapsaangelegenheid. In Vlaanderen heeft dit in 2007 vorm gekregen. Voor een sportschutterslicentie wordt onder meer aansluiting bij een erkende federatie vereist, alsook aflegging van twaalf schietsessies per jaar, verdeeld over twee kwartalen. Federaal is een lijst vastgesteld van niet-vergunningsplichtige sportwapens. Het gaat voornamelijk om grendelkarabijnen en pistolen van het kaliber 22LR.
De nieuwe Belgische wapenwet met een volledig verbod op vuurwapens (behalve voor jagers en sportschutters) behoort tot de strengste van de wereld. Enkel officieel erkende jagers en sportschutters (maximum 80.000) kunnen nog vuurwapens kopen, voor andere burgers is er een verbod op de aankoop en het bezit van vuurwapens. Vergunde wapenbezitters worden iedere vijf jaar administratief doorgelicht om te kijken of zij nog aan alle voorwaarden voor wapenbezit voldoen. Voor deze controle dient betaald te worden. De sportschutterslicentie dient elke vijf jaar te worden vernieuwd, wat een medisch onderzoek impliceert dat ook betalend is. Ook moet daarvoor jaarlijks een uittreksel uit het strafregister worden voorgelegd. 
Burgers die legaal een vuurwapen hebben gekocht maar geen erkenning (meer) hebben als jager of sportschutter, kunnen hun vuurwapens inleveren (zonder vergoeding), laten onklaar maken of een vergunning zonder munitie aanvragen. Het betreft hier vermoedelijk meer dan 500.000 wapens waarvan de waarde tot 500 miljoen euro kan oplopen. Dit is strenger dan in bv. het Verenigd Koninkrijk of Australië, waar de "gun ban" (wapenverbod) gepaard ging met een financiële vergoeding aan getroffen wapenbezitters.
De wet vergt belangrijke inspanningen van de overheid. De wapendiensten van de gouverneurs werden sterk uitgebouwd, het centraal wapenregister werd versterkt, de politiediensten kregen extra administratie. Ook is er een stijging van het aantal doktersbezoeken voor medische attesten (aanvraag sportschutterslicentie, vernieuwing vergunningen). 

## Voetnoten
1. ↑  GwH nr. 154/2007, 19 december 2007
2. ↑  Decreet van 11 mei 2007 houdende het statuut van de sportschutter
3. ↑  Ministerieel besluit van 15 maart 2007 tot bepaling van de lijst van vuurwapens ontworpen voor het sportschieten, waarvoor houders van een sportschutterslicentie vrijgesteld zijn van de vergunningsplicht